# River Shuttle
Der River Shuttle ist ein Wasserlauf im Royal Borough of Greenwich und dem London Borough of Bexley. Er entsteht am südlichen Ende der Trainingsgelände des Millwall F.C. und Charlton Athletic am Avery Hill und fließt in östlicher Richtung bis zu seiner Mündung in den River Cray südöstlich der Anschlussstelle Black Prince Interchange der A2 road.